# João Campos
João Campos (Albufeira, 22 settembre 1958) è un ex maratoneta e mezzofondista portoghese.

## Palmarès

### Mondiali indoor
- 1 medaglia:
  - 1 oro (Parigi 1985 nei 3000 metri piani)

## Campionati nazionali
1979
- 5º ai campionati portoghesi di corsa campestre

1983
- Argento ai campionati portoghesi, 5000 m - 13'38"8

1987
- Oro ai campionati portoghesi di maratona - 2h18'56"
- Bronzo ai campionati portoghesi, 10000 m - 28'34"02

1989
- Bronzo ai campionati portoghesi, 10000 m - 28'26"35
- Oro ai campionati portoghesi indoor, 3000 m - 7'58"26

## Altre competizioni internazionali
1984
- 10° alla Maratona di Lisbona ( Lisbona) - 2h17'44"
- 6° alla Nordstrom International ( Portland) - 29'30"

1985
- 7° al Trofeo Jose Cano ( Canillejas), 11,8 km - 34'30"
- Oro al Cross Internacional de la Constitución ( Alcobendas)
- Bronzo al Juan Muguerza Memorial ( Elgoibar)

1986
- Argento al Juan Muguerza Memorial ( Elgoibar)

1987
- 10° al Juan Muguerza Memorial ( Elgoibar)

1989
- 6° al Juan Muguerza Memorial ( Elgoibar) - 29'59"

1991
- 4° alla Course de l'Escalade ( Ginevra), 9,08 km - 26'12"
- Bronzo all'Amendoeiras em Flor ( Albufeira) - 30'19"

1992
- 7° alla Course de l'Escalade ( Ginevra), 9,08 km - 27'15"
- 5° al Cross Ouest-France ( Le Mans) - 31'37"

1994
- Oro alla Mezza maratona di Nazarè ( Nazaré) - 1h04'20"

1996
- Oro al Cross International Satus ( Ginevra)